# Spaske (Dnipro)
Spaske (ukrainisch Спаське; russisch Спасское Spasskoje) ist ein Dorf in der zentralukrainischen Oblast Dnipropetrowsk mit etwa 2300 Einwohnern (2024).

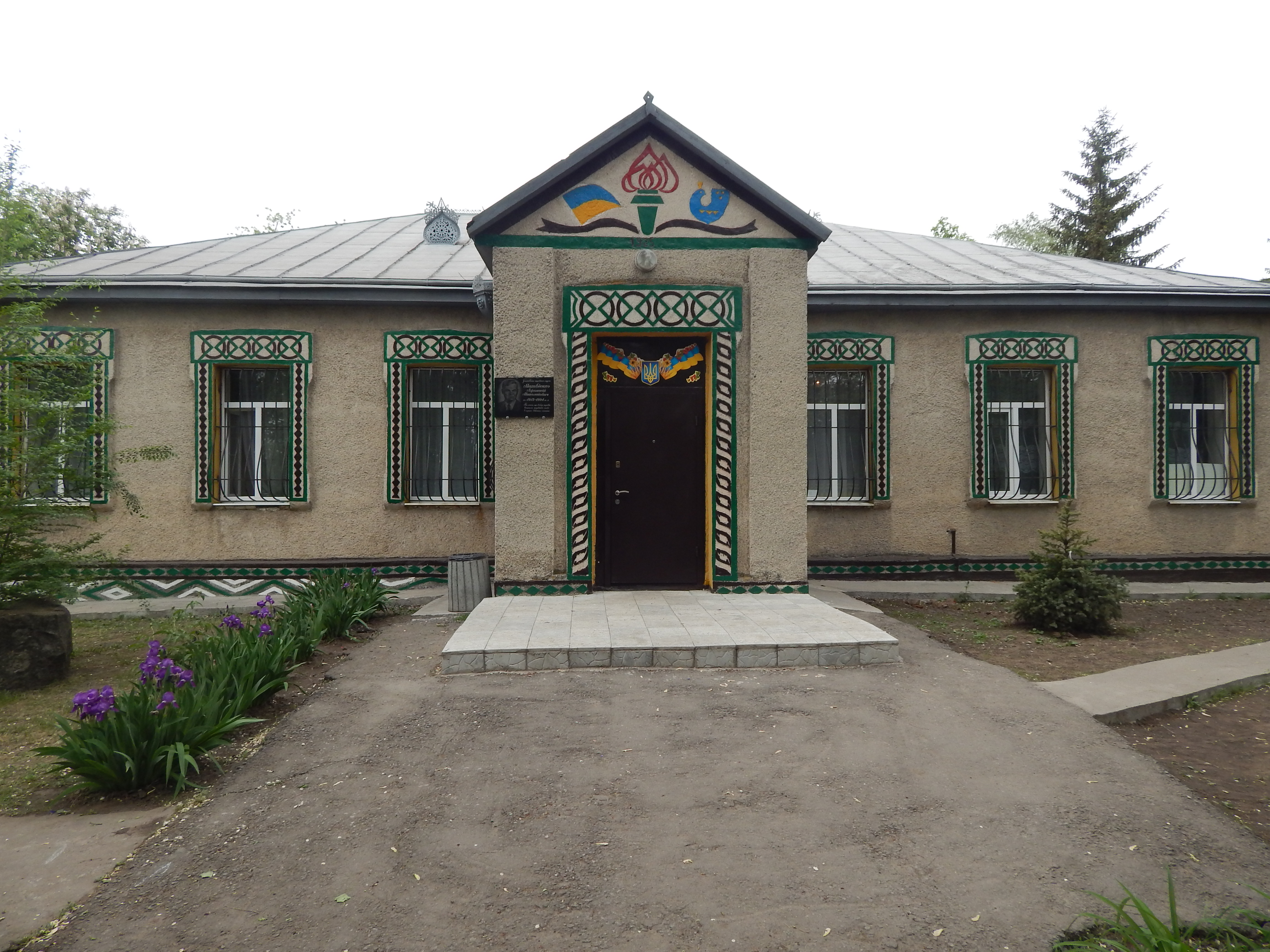
Haus im Ort

Spaske befindet sich im Nordosten des Rajon Dnipro und grenzte mit seinem Gemeindegebiet im Westen an den Rajon Mahdalyniwka und im Südosten an den Rajon Dnipro. Spaske liegt am Ufer des Kiltschen, einem 116 Kilometer langen, rechten Nebenfluss der Samara.
Durch das Dorf verläuft die Territorialstraße T–04–10. Das ehemalige Rajonzentrum Nowomoskowsk liegt 14 km westlich und die Stadt Dnipro befindet sich 26 km südlich von Spaske.
Am 12. Juni 2020 wurde das Dorf ein Teil der neugegründeten Stadtgemeinde Pidhorodne, bis dahin bildete es zusammen mit den Dörfern Chutoro-Hubynycha (Хуторо-Губиниха) und Dmytriwka (Дмитрівка) die gleichnamige Landratsgemeinde Spaske (Спаська сільська рада/Spaska silska rada) im Südwesten des Rajons Nowomoskowsk.
Am 17. Juli 2020 kam es im Zuge einer großen Rajonsreform zum Anschluss des Rajonsgebietes an den Rajon Dnipro.